# Тёрнер, Алекс
Алекс Тёрнер (англ. Alex Turner; полное имя Алекса́ндр Дэвид Тёрнер, англ. Alexander David Turner — род. 6 января 1986, Шеффилд, Великобритания) — британский рок-музыкант, фронтмен британской инди-рок-группы Arctic Monkeys, один из основателей проекта The Last Shadow Puppets. Включен в список самых богатых молодых артистов Великобритании.

## Биография
Алекс Тернер родился 6 января 1986 года в Шеффилде в Южном Йоркшире, Великобритания. Отец Алекса — Дэвид, преподаватель музыки (играет на духовых инструментах), а мать — Пенни, учитель немецкого.
Алекс является единственным ребёнком в семье. Закончил Stocksbridge High School (1997–2002) в Шеффилде.
На Рождество 2001 года — Алекс, будучи подростком, получил в подарок гитару, после чего и начал заниматься музыкой. В июне 2003 года прошел дебют Алекса с его группой Arctic Monkeys, как певца, в клубе «The Grapes» родного города Шеффилда.
23 октября 2008 года отец Алекса играл вместе с оркестром во время концерта The Last Shadow Puppets в Шеффилде, а также 23 августа 2016 года в Берлине.

### Arctic Monkeys
Публичная карьера Алекса Тёрнера как вокалиста и гитариста британской рок-группы Arctic Monkeys началась в 2005 году.
Сама группа Arctic Monkeys была создана Алексом Тёрнером и его одноклассниками Мэттом Хелдерсом и Джейми Куком в 2002 году в Хай Грин, в пригороде Шеффилда.
В начале в качестве бас-гитариста в группе играл Энди Николсон, но перед турне в США и на пике популярности группы в Британии в 2006 году Энди Николсона попросили покинуть группу, в то время как в официальных релизах утверждалось, что он оставил её добровольно. Джон Макклюэр рассказал в интервью Daily Record, что никакого собственного желания у Энди Николсона сделать этот шаг не было, и уход из группы он воспринял болезненно.
На замену Николсону в группу был приглашен Ник О’Мэлли.
Группа Arctic Monkeys добилась большого успеха в Британии и известности в мире. Успех в британских чартах Arctic Monkeys принес уже первый сингл I Bet You Look Good on the Dancefloor, а потом дебютный альбом Whatever People Say I Am, That’s What I’m Not, вышедший 23 января 2006. Второй альбом Favourite Worst Nightmare, вышедший 23 апреля 2007 также занял первое место в чарте UK Albums Chart.
А вот выпуск третьего альбома Arctic Monkeys затянулся во времени. В начале было заявлено, что альбом должен выйти до конца 2008 года. Однако почти весь 2008 год Алекс был занят в проекте The Last Shadow Puppets.
В январе 2009 года Алекс Тёрнер заявил, что дорабатывает в студии треки, которые были записаны ещё в январе 2008 г. под покровительством американского музыканта и продюсера Джоша Хомма, лидера группы Queens of the Stone Age.
2 апреля 2009 года появилось сообщение, что в записи третьего альбома Arctic Monkeys якобы принимает участие Пафф Дэдди — Позднее участники группы признались, что утка была запущена специально. По всей видимости, данная информация входила в пиар-концепцию нового альбома.
Для английской же аудитории журнал NME сообщал, что новый альбом будет тяжелым и в стиле дум-металла группы Black Sabbath.
Журнал NME сообщал, что Алекс в начале 2009 года потерял свои тексты к новому альбому, и ему их пришлось переписывать. Запись альбома была закончена 23 апреля 2009 года в студии Electric Lady в Нью-Йорке.
Таким образом, вокруг нового альбома Arctic Monkeys до его выхода было много противоречивой информации, как представляется, для ажиотажа и коммерческого успеха альбома.
В начале июня 2009 г. на официальном сайте Arctic Monkeys было объявлено, что третий альбом выйдет под названием «Humbug» и будет содержать 10 треков. Его продюсерами выступили — Джеймс Форд и Джош Хомм.
После официального релиза, состоявшегося 24 августа 2009, журнал NME поставил альбому «Humbug» — 7 баллов из 10-ти.
Что касается коммерческого успеха третьего альбома Arctic Monkeys, то, как следует из сообщения газеты DailyStar, в первую неделю он был продан всего в количестве 40 000 экземпляров. Для сравнения, дебютный альбом в 2006 году был продан в первую неделю в количестве 360 000 экземпляров.
Согласно информации сайта Billboard.com в первую неделю продаж альбом Arctic Monkeys занял 4 место в списке 200 самых продаваемых во всех жанрах альбомов в Британии. Через неделю альбом сместился на 15 место, через месяц оказался на 69 месте, а в октябре вообще покинул рейтинг продаваемых альбомов Billboard.
В США альбом с началом продаж стартовал в чарте только с 15 позиции, выше так и не поднявшись.

### Алекс Тёрнер и Майлз Кейн
С 2007 года творческая и личная жизнь Алекса тесно переплелась с жизнью Майлза Кейна.
Алекс и Майлз встретились в 2005 году, когда группа The Little Flames, в которой играл Майлз, была на «разогреве» в туре Arctic Monkeys.
При первом же знакомстве, как рассказал Майлз, они с Алексом выяснили, что обладают похожими взглядами на многие вещи. А когда побывали в гостях друг у друга, то обнаружили, что их родительские дома очень похожи, мебель на кухнях идентичная, а заботливые мамы готовят одинаковую еду.
Тем не менее, приятельские отношения не сразу привели к творческому союзу. Должно было пройти полтора года, прежде чем Алекс и Майлз начали взаимодействовать как музыканты.
При подготовке альбома Arctic Monkeys — Favourite Worst Nightmare Майлз Кейн был приглашен тогдашним продюсером группы Джеймсом Фордом для записи гитарной партии к песне 505. Далее Майлза попросили участвовать в концерте на фестивале в Гластонбери при исполнении этой песни.
Однако взаимодействие Алекса и Майлза не ограничилось только 505. Майлз помог группе Arctic Monkeys в написании музыки и записи песен The Bakery и Plastic Tramp, а также участвовал в нескольких представлениях Arctic Monkeys, в том числе и на телевидении.
В итоговом концерте тура Arctic Monkeys в Манчестере в декабре 2007 г., который записывался для DVD-фильма, Arctic Monkeys Live at The Apollo Майлз помогал гитарным звуком при исполнении 505 и Plastic Tramp, ну а группа The Rascals была в тот день на разогреве.
Также Алекс с Майлзом исполнил композицию The Rascals на фестивале 4 июля 2008 г.
У Алекса Тёрнера были неплохие отношения со всеми участниками группы The Rascals. Так, в январе 2008 года в ночном клубе Лондона Алекс присоединился к бас-гитаристу The Rascals — Джо Эдвардсу для исполнения песни Reptilia группы The Strokes. На концерте в Лондоне 8 февраля 2008 г. Алекс c группой The Rascals исполнил песню «Is It Too Late?».
По словам Алекса, если бы они с Майлзом жили бы в одной местности и учились в одной школе, то обязательно бы играли в одной группе.

### The Last Shadow Puppets
В августе 2007 года Алекс и Майлз шутки ради решили записать альбом в стиле 60-х годов, взяв в качестве ориентира музыку Скотта Уокера. Помощь в организации записи оказало Domino Records и тогдашний продюсер Arctic Monkeys — Джеймс Форд. При этом никто не ожидал, что эксперимент выльется в творческий и коммерческий успех.
Спрятавшись в одной из деревушек на Севере Франции, довольствуясь сыром и вином, и будучи атакованы клопами, они в течение двух недель в студии продюсера Иэна Берджесса с винтажным аналоговым оборудованием — Black Box, записали 8 песен.
Отсутствие какого-либо давления и привычных признаков цивилизации, по-видимому, создало для Алекса и Майлза особую творческую атмосферу.
По возвращении в Лондон, до Рождества компания записала ещё 4 песни в студии RAK, и добавила симфоническую аранжировку к песням с помощью 22-х музыкантов лондонского оркестра Metropolitan.
Оркестровая аранжировка композиций была сделана талантливым канадским скрипачом Оуэном Паллеттом, с которым Алекса Тёрнера в Торонто познакомил глава Domino Records — Лоренс Белл.
По словам Оуэна Паллетта, работа над проектом The last shadow puppets была для него самой легкой из тех, что он прежде делал, оркестровку он закончил за две недели.
Идея назвать проект The Last Shadow Puppets принадлежит другу Алекса и Майлза. Сами они хотели ограничиться названием в виде их фамилий (Turner & Kane). Но как-то раз этот самый друг, показывая на стене силуэты из теней и говоря одновременно по телефону с Майлзом и Алексом, предложил им назваться теневыми марионетками.
К рождеству 2007 года все записи были окончательно аранжированы, и в феврале 2008 г. стало известно название альбома — The Age of the Understatement.
В продажу альбом поступил в апреле 2008 г. под лейблом Domino Records, а изданием альбома занималась ливерпульская компания Deltasonic.
Как говорил Алекс Тёрнер перед выходом альбома в интервью французскому журналу «Rock&Folk»:
… Я знаю, что много людей не полюбят этот диск или не поймут его. Выпускать сегодня этот проект в продажу — сумасшествие, почти утопия. Но мне все равно, какие будут результаты…
Однако Алекс Тёрнер ошибся, альбом сразу же занял первую позицию в британском чарте.
Начало концертной деятельности The Last Shadow Puppets, было положено в бруклинской студии Soundfix, в Нью-Йорке 4 марта 2008 года, где группа исполнила 8 песен перед 50-ю зрителями. После The Last Shadow Puppets отыграли 24 концерта уже перед многотысячной аудиторией в винтажных залах Англии, Европы и США. На концерте в Ливерпуле в рамках телепроекта BBC Electric Proms группу оценивал сам Министр культуры Великобритании. Последний концерт The Last Shadow Puppets состоялся так же, как и первый, в США.
Но если при старте проекта Алекс и Майлз представляли собой пример удивительного творческого единодушия, то к концу, по некоторым свидетельствам, они утратили прежний контакт. В частности это проявилось на телешоу Conan O’Brien, состоявшегося 29 октября 2008 г. в Нью-Йорке, где во время беседы Алекс и Майлз демонстративно отстранились друг от друга. Кроме того, об изменении отношений между ними, может свидетельствовать отказ Майлза присутствовать на вечеринке, посвященной окончанию тура, после концерта в Лос-Анджелесе 3 ноября. Позже Майлз объяснил это своим болезненным состоянием.
При старте The Last Shadow Puppets Алекс заявлял, что The Last Shadow Puppets — это результат не амбиций, а настоящей мужской дружбы.

## Личная жизнь
С апреля 2007 года по июль 2011 встречался с Алексой Чанг.
С августа 2011 года по август 2014 встречался с актрисой Ариэль Ванденберг.
С начала 2015 года по июль 2018 встречался с американской моделью и актрисой Тейлор Бэгли.
С октября 2018 года и по сей день Алекс встречается с французской певицей Луизой Верней.
Выступал на Открытии Олимпийских Игр в 2012 году в Лондоне.